# Nieuw-Buiner Glasfabrieken

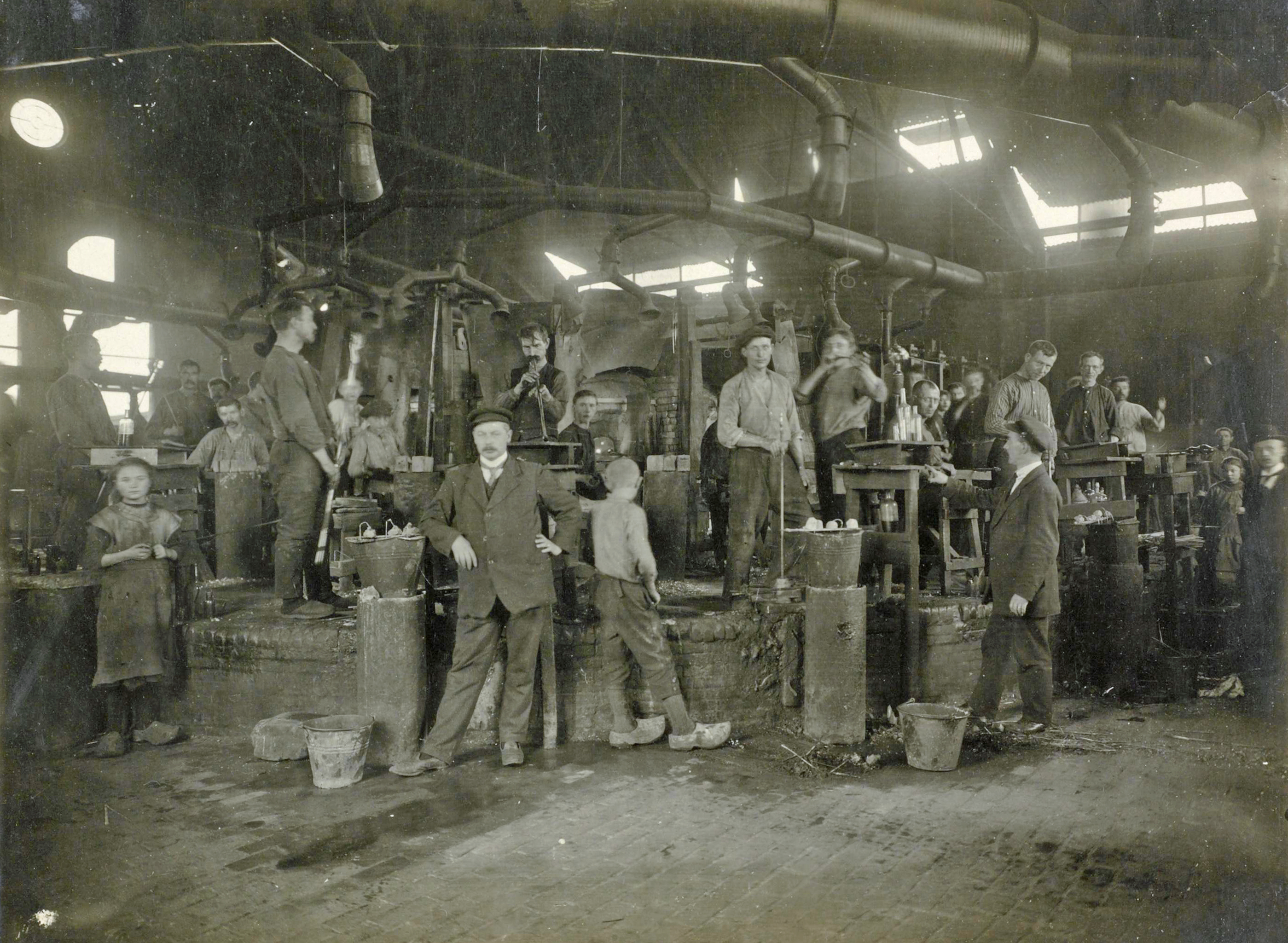
Interieur glasoven van de NV Nieuw-Buiner Glasfabrieken v/h Meursing & Co te Nieuw-Buinen (arbeidsinspectie 1919)

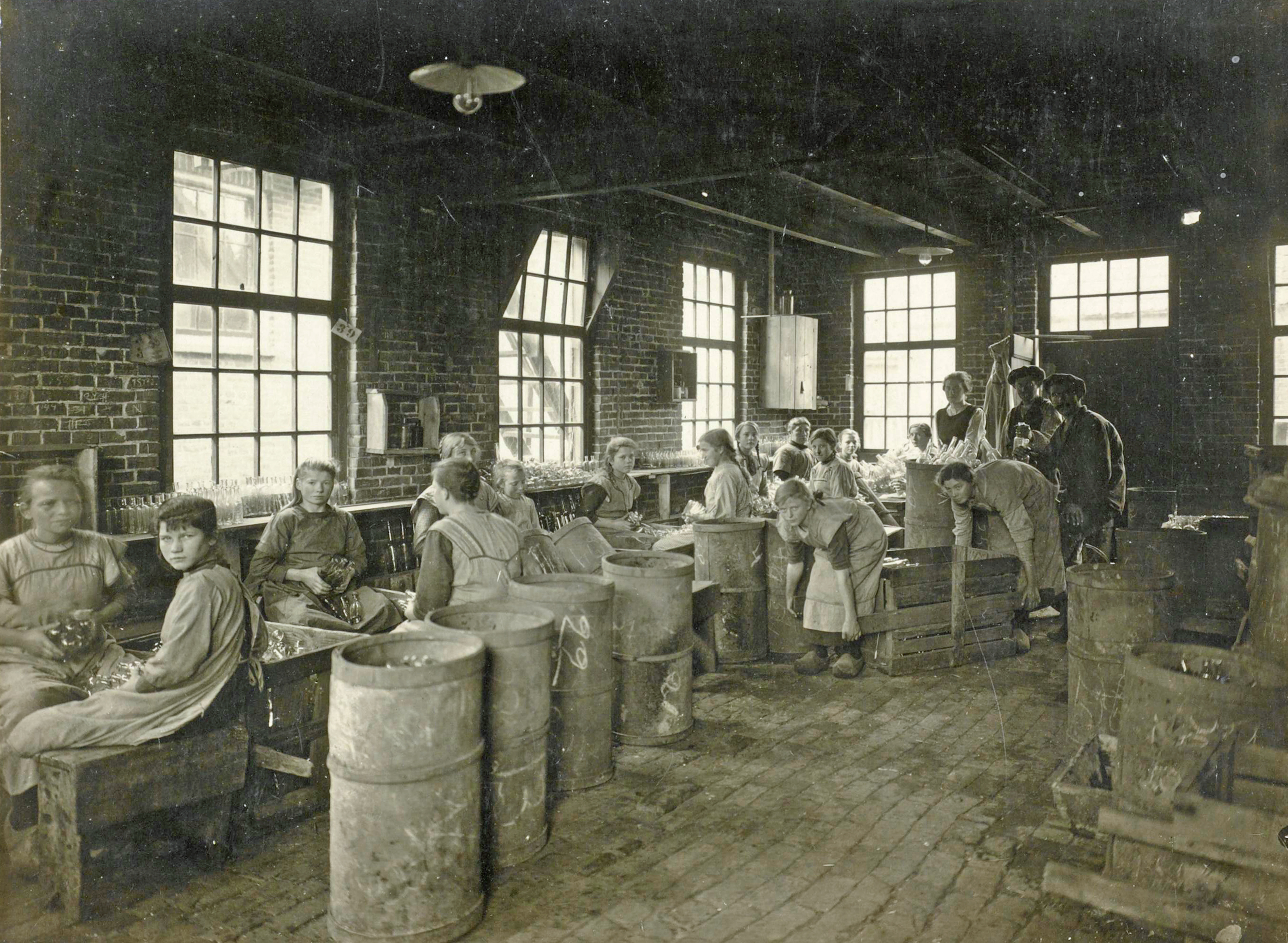
Meisjes op de inpakkerij van de NV Nieuw-Buiner Glasfabrieken v/h Meursing & Co te Nieuw-Buinen (arbeidsinspectie 1919)

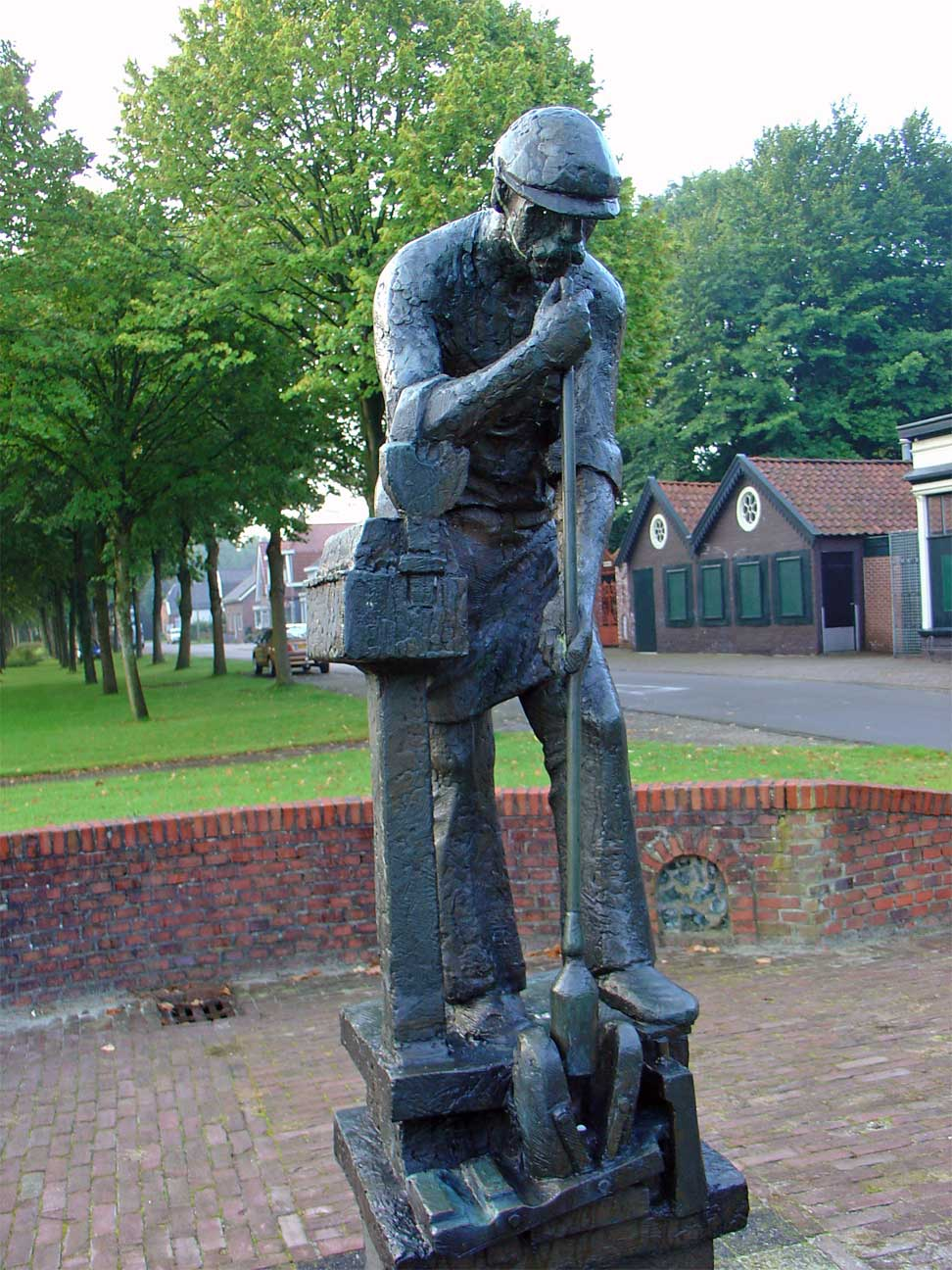
Het beeld "de Glasblazer" van Onno de Ruijter in Nieuw-Buinen

De N.V. Nieuw-Buiner Glasfabrieken v/h Meursing & Co. was een glasfabriek in Nieuw-Buinen in de Nederlandse provincie Drenthe, met het hoofdkantoor in Amsterdam en magazijnen te Amsterdam, Groningen en Rotterdam. De fabriek heeft van 1845 tot 1967 bestaan.

## Voorgeschiedenis
In de provincies Groningen en Drenthe werd onder meer jenever geproduceerd en er bestond in deze regio een groeiende behoefte aan glas. Duitse marskramers voorzagen in de behoefte hieraan.
Een van deze kramers, Johann Christian Anton Thöne, vestigde zich in 1817 te Winschoten en begon daar een glashandel. Hij was de zoon van een Duitse glashandelaar en afkomstig uit Bad Driburg waar zich vanouds reeds glasfabriekjes (Glashütten) bevonden. In 1838 stichtte Thöne samen met zijn plaatsgenoot Jan Freseman Viëtor, notaris en wijnhandelaar, een glasfabriek in wat later Nieuw-Buinen zou worden. De reden was dat hier de verveningen zojuist waren begonnen en er brandstof in de vorm van turf ter beschikking was. Bovendien was Viëtor door vererving in het bezit gekomen van een stuk Drents veengebied. De vaklieden kwamen uit Duitsland, en de gewone arbeiders uit de omgeving.
In 1845 werd er in Nieuw-Buinen een tweede glasfabriek gesticht door Jan Meursing en zijn compagnons Johann Georg Christoph Heinz en Georg Frederik Mulder. Deze fabriek heette Mulder, Heinz & Comp. Heinz en Mulder waren werknemers van Thöne. Zij waren ontevreden over de gang van zaken binnen het bedrijf van Thöne. Hun ontevredenheid had onder meer te maken met de wijze waarop in het bedrijf van Thöne werd omgegaan met het onderhoud van de ovens, toen er problemen ontstonden met de uitbetaling van werknemers kozen zij hun eigen weg. Zij vonden in de vervener Meursing een compagnon die bereid was het nieuwe bedrijf, samen met nog enkele andere Drentse stille vennoten, waaronder mr. Gerrit Kniphorst, te financieren. De zoon van Meursing, Jacob Meursing, werd directeur van het bedrijf. Mulder werd baas van de pottenmakers en Heinz werd baas van de glasblazers. Mulder verliet korte tijd later het bedrijf. Heinz trok zich omstreeks 1880 terug en ging zelfstandig verder als glashandelaar onder de naam GlasHeinz.

## Bloei en neergang
In beide fabrieken werden grote hoeveelheden flessen voor jenever en medicijnen gemaakt. De Nieuw-Buiner glasfabrieken groeiden gestadig. Samen hadden ze in 1857 tachtig arbeiders in dienst en in 1876 waren dat er 261 bij Thöne en 109 bij Meursing. In 1906 werkten er bij Meursing 409 mannen en 172 vrouwen, waaronder vermoedelijk tientallen kinderen. De sociale omstandigheden waren niet best. Gedwongen winkelnering en andere vormen van binding aan de fabriek, waaronder met betrekking tot huisvesting, waren regel.
Thöne werd opgevolgd door zijn zoon Philippus Wolbertus (tot 1874) en van 1874 tot 1891 door een andere zoon Johan Hendrik. Deze bepaalde bij testament dat hij zou worden opgevolgd door Anthonius Johannes Bakker. In 1929 had deze fabriek 336 arbeiders in dienst. Na het overlijden van Bakker in 1933 ontstond er verdeeldheid onder zijn erfgenamen. Het bedrijf werd in 1937 overgenomen door de Vereenigde Glasfabrieken te Schiedam. Nadat ook 'Meursing' werd overgenomen besloot het Schiedamse moederbedrijf de fabriek van Bakker c.s. te sluiten.
De fabriek van Meursing was in 1890 omgezet in een naamloze vennootschap en ging van toen af N.V. Nieuw-Buiner Glasfabrieken v/h Meursing & Co. heten. Ze had in 1931 320 mensen in dienst en werd in 1938 net als het bedrijf van Bakker overgenomen door de Vereenigde Glasfabrieken. Het bedrijf kende daarna een bloeiperiode. Na de Tweede Wereldoorlog specialiseerde het zich in de massaproductie van flessen en andere glazen verpakkingsmiddelen. Het aantal personeelsleden nam toe tot bijna 700.
In de jaren 60 van de 20e eeuw kwamen plastic en karton verpakkingen in zwang. De vraag naar glazen verpakkingsmiddelen liep terug en de Vereenigde Glasfabrieken besloot haar fabriek in Nieuw Buinen in 1967 te sluiten. Veel werknemers vertrokken naar andere bedrijven van de Vereenigde Glasfabrieken of naar Philips in Stadskanaal.

## Beeld
Als herinnering aan de glasindustrie van Nieuw-Buinen werd in 1974 het beeld aan het Noorderdiep een beeld van de glasblazer geplaatst, gemaakt door Onno de Ruijter.